# Sturmgeschütz-Brigade 242
De Sturmgeschütz-Abteilung 242 / Sturmgeschütz-Brigade 242 / Heeres-Sturmgeschütz-Brigade 242 was tijdens de Tweede Wereldoorlog een Duitse Sturmgeschütz-eenheid van de Wehrmacht ter grootte van een afdeling, uitgerust met gemechaniseerd geschut. Deze eenheid was een zogenaamde Heerestruppe, d.w.z. niet direct toegewezen aan een divisie, maar ressorterend onder een hoger commando, zoals een legerkorps of leger.
Deze Sturmgeschütz-eenheid kwam kort in actie aan het oostfront begin 1943, maar werd eigenlijk direct verslagen. Na heroprichting werd de Abteilung naar Italië gestuurd, waar tot het eind van de oorlog gevochten werd.

## Krijgsgeschiedenis

### Sturmgeschütz-Abteilung 242
Sturmgeschütz-Abteilung 242 werd opgericht in Jüterbog op 13 november 1942. De Abteilung was voorzien voor inzet in Noord-Afrika en was als zodanig ook van tropenuitrusting voorzien. De 1e Batterij werd ook naar Tunesië getransporteerd en daar als Sturmgeschütz-Batterie 90 als zelfstandige batterij actief. De rest van de Abteilung gaf zijn tropenuitrusting weer af en werd in januari 1943 het zuidelijk oostfront gedirigeerd. Uitgeladen werd de Abteilung in Ostrogozjsk en nam meteen deel aan de gevechten ten oosten van de stad ter ondersteuning van de 168e Infanteriedivisie en ook een Hongaarse infanteriedivisie. Die waren in de problemen gekomen door het Sovjet Ostrogozjsk-Rossosj offensief. De Abteilung leed hier zware verliezen: 50% van de eenheid was gevallen, gewond of vermist en alle Sturmgeschützen waren verloren gegaan. Al op 21 februari 1943 waren de schamele resten weer terug in de Heimat, in Zinna, bij Jüterbog.
In Zinna werd de Abteilung heropgericht, met ook een nieuwe 1e Batterij (de oude had zich op 11 mei 1943 overgeven in Tunesië), officieel op 12 maart 1943. Ook nu weer was de Abteilung uitgerust voor tropeninzet. In mei/juni 1943 werd de Abteilung per spoor naar Livorno verplaatst. Vrijwel meteen volgde een verder transport naar Noord-Sardinië via de lucht/zee en vandaar naar Oristano, waar de Abteilung aan de nieuwe 90e Pantsergrenadierdivisie werd gekoppeld. Begin september 1943 werd Sardinië ontruimd, waarop de Abteilung naar Corsica werd verplaatst, waar ook zware gevechten met verzetsstrijders werden geleverd. Begin oktober werd de Abteilung per vliegtuig/schip naar het Italiaanse vasteland vervoerd. Hierbij werden verliezen geleden door neergeschoten vliegtuigen. De Abteilung werd daarop naar Albano Laziale gebracht om daar de kust te beschermen tegen een geallieerde landing. In januari 1944 werd de Abteilung naar Cassino verplaatst en vocht daar effectief tegen de oprukkende geallieerde troepen.
Op 14 februari 1944 werd de Abteilung bij Cassino omgedoopt in Sturmgeschütz-Brigade 242

### Sturmgeschütz-Brigade 242
De omdoping in Sturmgeschütz-Brigade betekende echter geen organisatorische verandering, de samenstelling bleef gelijk. Op deze zelfde dag vernietigde de brigade 17 tanks van het US 756th Tank Battalion. Op 15 maart veroorzaakte een luchtaanval op de commandopost in Roccasecca zware verliezen en o.a. de commandant Hauptmann Ernst Benz werd gedood. Medio mei 1944 startte de terugtocht, via Rome en Perugia naar Umbertide.
Op 10 juni 1944 werd de brigade omgedoopt in Heeres-Sturmgeschütz-Brigade 242.

### Heeres-Sturmgeschütz-Brigade 242
Ook nu betekende de omdoping geen organisatorische verandering, de samenstelling bleef opnieuw gelijk. Nu volgde een inzet eind juni/begin juli 1944 met de 114e Jägerdivisie. Medio juli volgde een verplaatsing naar de Adriatische kust en de brigade ondersteunde hier eerst de 278e Infanteriedivisie en vervolgens de 1e Paradivisie bei de terugtocht gevechten tot aan Rimini tot september. In november en december had de brigade een langere rustpauze rond Imola. Begin 1945 werden gevechten gevoerd noordelijk van de lijn Ravenna  - Lugo. Toen in het voorjaar het grote geallieerde offensief losbarstte, moest de terugtocht naar de Po ingezet worden. Slecht vier Sturmgeschützen haalden het naar de overkant, de rest moest vernietigd worden. Noordelijk van de Po raakte al een groot deel van de brigade in krijgsgevangenschap. Daarna volgde de rest verder naar het noorden, via Bassano del Grappa (hier moest de laatste Sturmgeschütz achtergelaten worden wegens brandstofgebrek), Belluno en eindigend bij Sankt Lorenzen in het Pustertal.

### Einde
De Heeres-Sturmgeschütz-Brigade 242 capituleerde op 3 mei 1945 aan Amerikaanse troepen bij Sankt Lorenzen.

## Samenstelling
- Staf
- 1e Batterij
- 2e Batterij
- 3e Batterij

## Commandanten
| Rang      | Naam             | Begin            | Eind            |
| --------- | ---------------- | ---------------- | --------------- |
| Hauptmann | Basserer         | 13 november 1942 |                 |
| Hauptmann | Ernst Benz       | 14 april 1942    | 15 maart 1944 † |
| Hauptmann | Wilhelm Kutscher | maart 1944       | maart 1944      |
| Major     | Max Bussjäger    | maart 1944       |                 |
| Major     | Paul Franke      | maart 1945       | 1945            |

Hauptmann Kutscher was slechts tijdelijk waarnemend commandant.